# وارث (فیلم ۱۹۷۳)
وارث (به فرانسوی: L'Héritier) یک فیلم سینمایی فرانسوی-ایتالیایی با بازی ژان-پل بلموندو و کارگردانی فیلیپ لابرو که در سال ۱۹۷۳ منتشر شد.

## خلاصه داستان
بارت کوردل پسری جوان و خوش گذران است که بعد از مرگ پدرش ریاست شرکت بزرگ خانوادگی شان را به دست می‌گیرد اما کسی از وی انتظار کار … 